# Тајлер Ран-Квинс Гејт (Пенсилванија)
Тајлер Ран-Квинс Гејт (енгл. Tyler Run-Queens Gate) град је у америчкој савезној држави Пенсилванија.

## Демографија
По попису из 2000. године број становника је 2.926.
| Група             | 2000.         | 2010.    |
| Белци             | 2.731 (93,3%) | 0 (0,0%) |
| Афроамериканци    | 88 (3,0%)     | 0 (0,0%) |
| Азијати           | 50 (1,7%)     | 0 (0,0%) |
| Хиспаноамериканци | 38 (1,3%)     | 0 (0,0%) |
| Укупно            | 2.926         | 0        |